# Kirsten Hammann
Kirsten Hammann (født: 1. november 1965 i Risskov) er en dansk forfatter.
Efter at være blevet student fra Risskov Amtsgymnasium i 1984 fortsatte Kirsten Hammann på Forfatterskolen fra 1989 til 1991. Året efter, i 1992, debuterede hun med digtsamlingen Mellem tænderne, og i 1993 udkom romanen Vera Winkelvir.
Kirsten Hammann har modtaget Statens Kunstfonds 3-årige arbejdsstipendium, Klaus Rifbjergs debutantpris for lyrik, Statens Kunstfonds hædersydelse, Beatrice Prisen, Danske Banks Litteraturpris og Søren Gyldendal Prisen. Romanerne Bannister, Fra smørhullet og Georg-komplekset har været indstillet til Nordisk Råds Litteraturpris i hhv. 1998, 2005 og 2023.